# Begonia foliosa
Begonia foliosa är en begoniaväxtart som beskrevs av Carl Sigismund Kunth. Begonia foliosa ingår i begoniasläktet som ingår i familjen begoniaväxter.

## Underarter
Arten delas in i följande underarter:
- B. f. foliosa
- B. f. miniata

## Bildgalleri

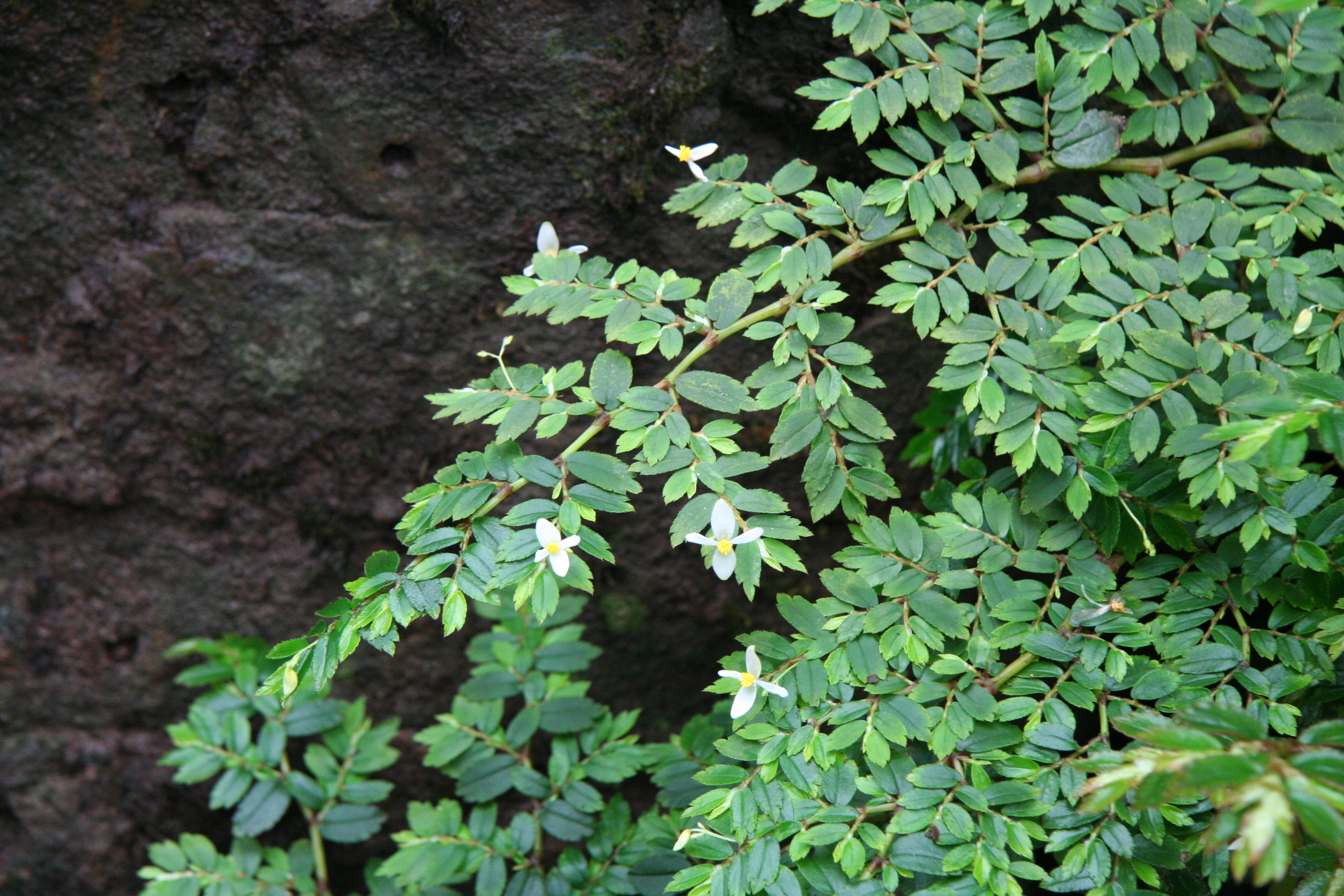
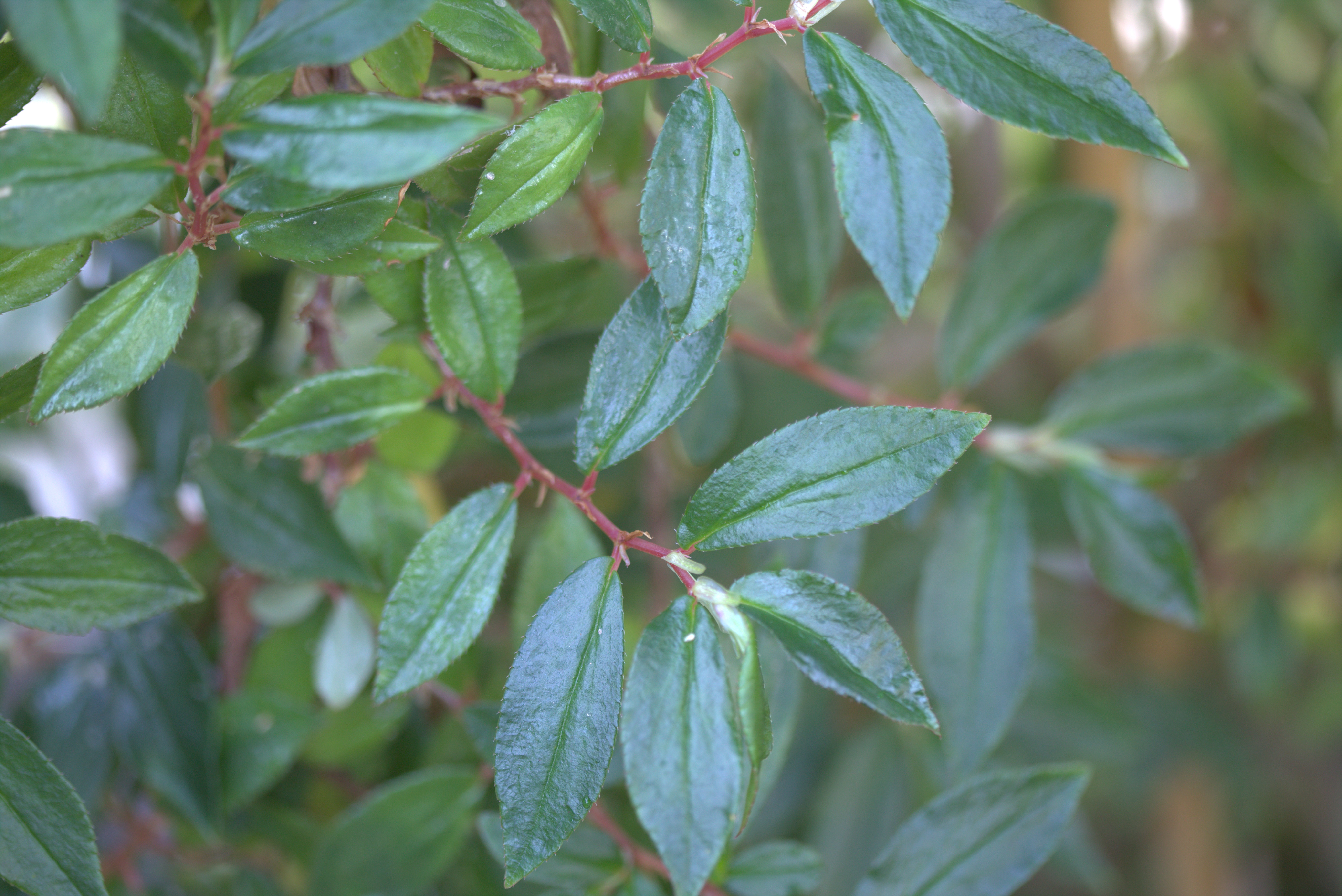
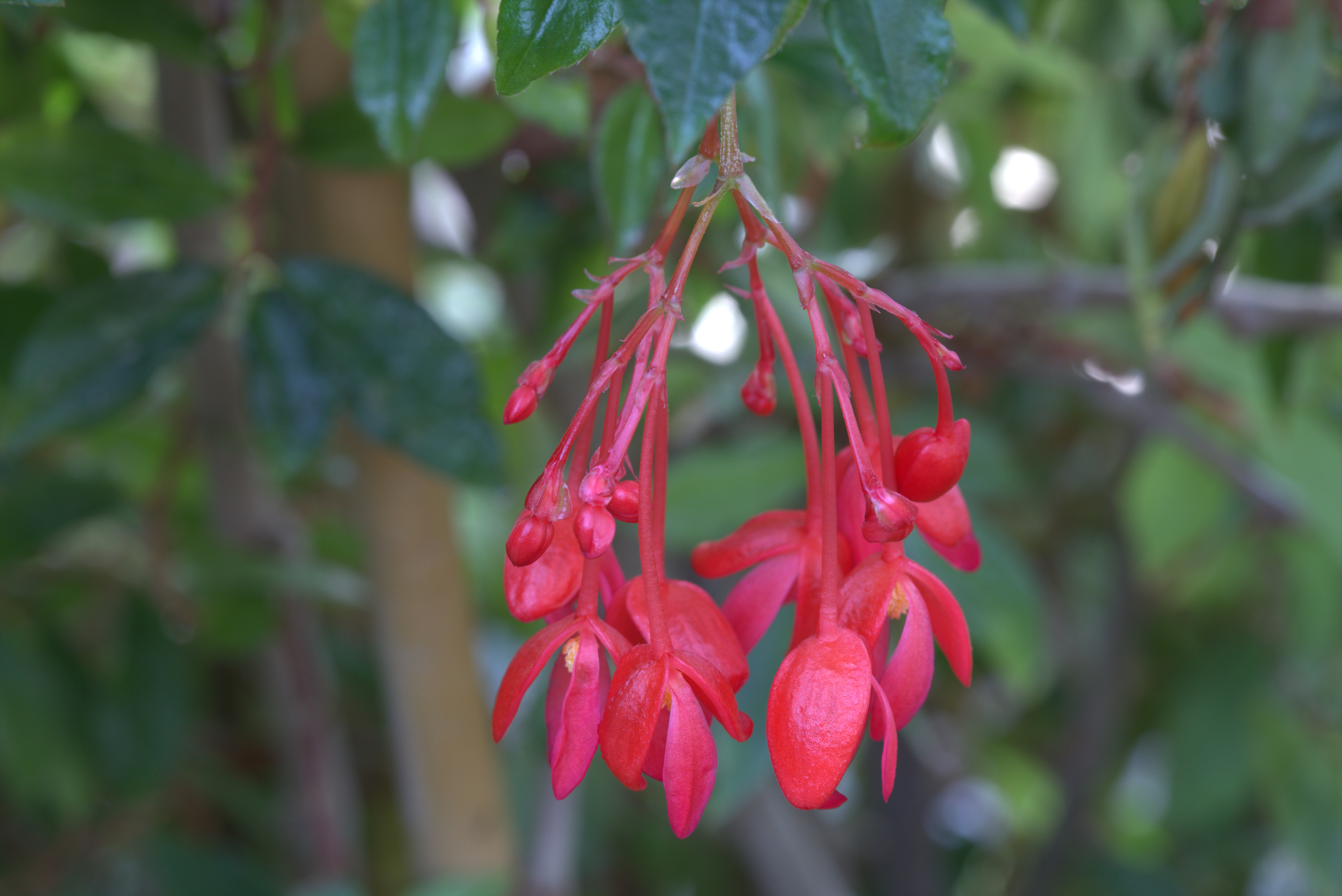
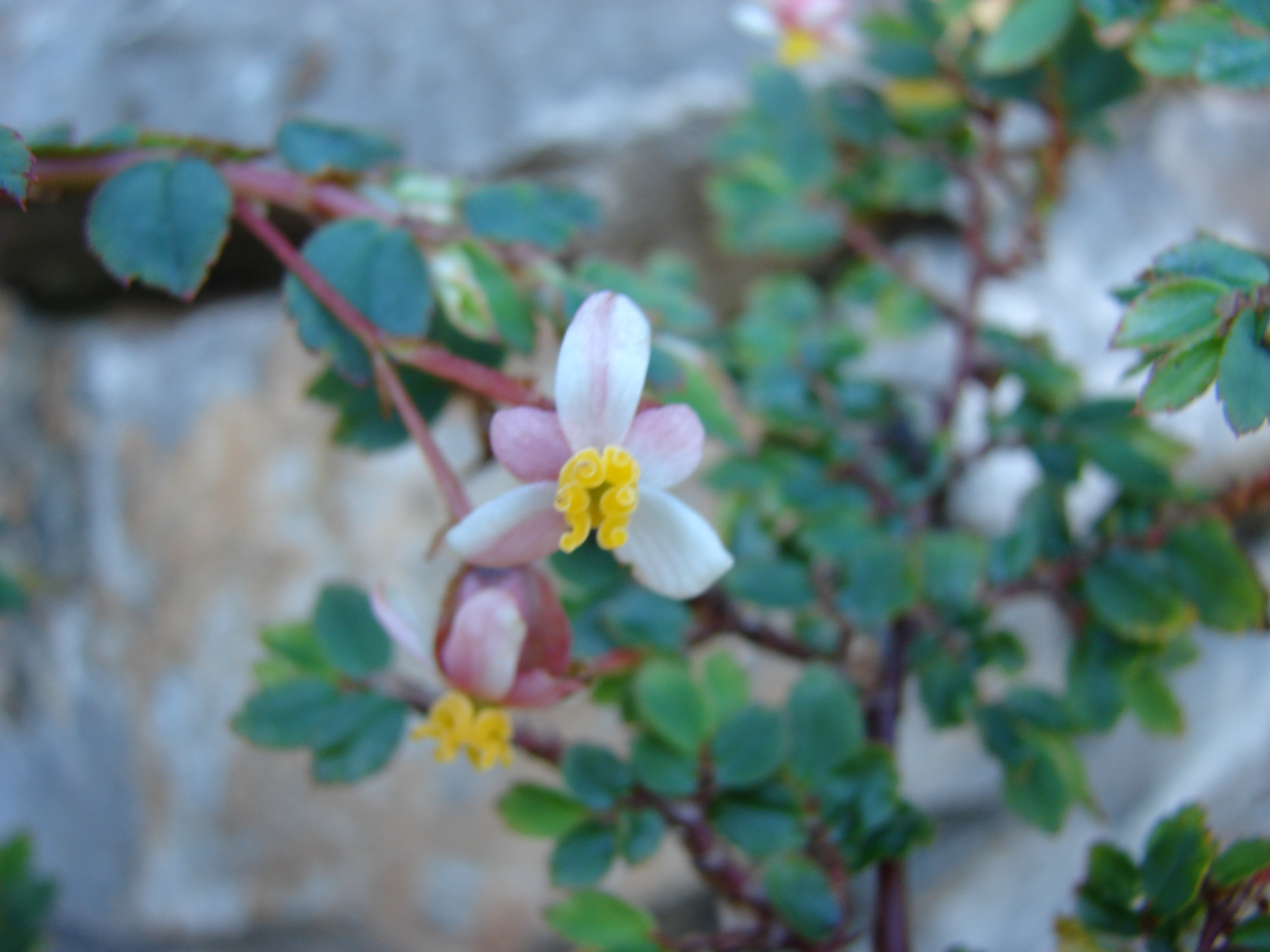